# Parmelia
Parmelia (terčovka) je rod lišejníků s lupenitou stélkou. Celkem známe asi 1000 druhů tohoto rodu, které se vyskytují po celém světě. V současné době byl rod Parmelia rozdělen na několik dílčích rodů, které mají charakteristické tvarování stélky.
Obecně mají lišejníky rodu Parmelia tmavou spodní korovou vrstvu, z níž vychází rhiziny, které poutají lišejník k podkladu. Svrchní kůra je šedé, žluté či hnědé barvy a nese často rozmnožovací orgány - a to buď generativní plodnice (apothecia), nebo vegetativní izidie a sorály. Mezi spodní a svrchní korovou vrstvou leží dřeň, která také obsahuje fotobionta - řasu.